# Branovo
Branovo (dříve Baromlak) je obec na Slovensku v okrese Nové Zámky, ležící v mělkém údolí Podunajské nížiny. Žije zde 580 obyvatel.

## Historie
Území obce a okolí bylo osídleno už v neolitu, další doložené nálezy ukazují na starší dobu bronzovou, halštatskou a laténskou dobu a římské období. První písemná zmínka o vesnici pochází z roku 1410, kde je uváděna jako Baromlak, v roce 1418 jako Brumlak a od roku 1948 Branovo, maďarsky Kisbaromlak. Obec náležela více zemanským a jiným šlechtickým rodů. V roce 1556 byly uváděny dvě usedlosti. V období turecké války obec zpustla, v roce 1717 je uváděno pět usedlostí. V roce 1787 žilo v 38 domech 247 obyvatel a v roce 1828 žilo 225 obyvatel v 39 domech. V roce 1848 žilo v obci 342 osob a stály zde dva kaštely. V období 1938–1945 byla obec připojena k Maďarsku. V roce 1956 byla zavedena elektřina, v roce 1997 dokončena plynofikace a v roce 2003 dokončen veřejný vodovod.

## Přírodní poměry
Obec leží v Podunajské nížině na úpatí Pohronské pahorkatiny. Pahorkatinné až rovinné území se rozkládá v nadmořské výšce v rozmezí 120–160 metrů, střed obce leží ve výšce 135 metrů. Povrch je převážně odlesněný, s výskytem akátů, jasanů a borovice. Na neogenním podloží jsou zpevněné hlíny aluviálních náplav a vyšší terasy pokryté spraší. Půdním typem je černozem.
Celková rozloha je 9,32 km², z toho 90 % připadá na zemědělskou půdu. Celkové využití půdy (2020): 83 % orná půda, 3 % vinice, 3 % sady atd. V roce 2023 výměra zemědělské půdy byla 840,31 ha, z toho 784,3 ha připadalo na ornou půdu, 14,7 ha na vinice a 32,1 ha na ovocné sady.

### Sousední obce
Obec sousedí:
| Bešeňov           | Veľké Lovce |          |
|                   |             | Semerovo |
| Dvory nad Žitavou |             |          |

Obcí protéká Branovský potok, na jehož levostranném přítoku (Lovčanský potok) je malá vodní nádrž Branovo. Vodní nádrž má rozlohu 19 ha, je zarybněná a je využívána k zavlažování.

## Pamětihodnosti
V obci se nachází barokní římskokatolický filiální kostel svaté Anny z roku 1739. Kostel je jednolodní stavba s polygonálním závěrem a vestavěnou věží. V interiéru na vítězném oblouku je datace stavby – rok 1739. Fasády kostela člení lizény a segmentově zakončená okna s šambránami. Věž vystupuje ze štítového průčelí s dvojicí nárožních věžic. Je členěna průběžnými lizénami a zakončena korunní římsou s trojúhelníkovými štíty s hodinami a jehlanovou střechou. V první polovině 20. století byla změněna fasáda. V letech 2014–2016 byla provedena rekonstrukce kostela a v roce 2016 byl znovu vysvěcen. V kostele jsou jednomanuákové varhany, které vyrobil František Tattinger z Nových Zámků. Filiální kostel náleží pod farnost Dvory nad Žitavou, děkanát Nové Zámky, nitranské diecéze.